# Klaudia Szafrańska
Klaudia Szafrańska – polska piosenkarka, wokalistka zespołu xxanaxx.

## Życiorys
Pochodzi z Konina.
W 2021 roku rozpoczęła karierę solową, wydając singiel "Niedoskonały".

## Dyskografia

### Albumy studyjne
| Rok  | Dane dot. albumu                                                                               | Najwyższa pozycja |
| Rok  | Dane dot. albumu                                                                               | OLiS fiz.         |
| ---- | ---------------------------------------------------------------------------------------------- | ----------------- |
| 2024 | Ko-oddech - Wydany: 22 marca 2024 - Wytwórnia: Agora - Format: CD, digital download, streaming | 74                |

### Single
| Rok  | Tytuł                                | Album     |
| ---- | ------------------------------------ | --------- |
| 2021 | "Niedoskonały"                       | Ko-oddech |
| 2021 | "Ko-oddech"                          | Ko-oddech |
| 2021 | "Paryż Północy" (oraz Jan-Rapowanie) | Ko-oddech |
| 2022 | "Nucę od lat" (oraz Ofelia)          | Ko-oddech |
| 2024 | "Głód"                               | Ko-oddech |

### Inne
| Rok  | Tytuł                            | Certyfikat              | Sprzedaż        | Album             |
| ---- | -------------------------------- | ----------------------- | --------------- | ----------------- |
| 2017 | "Candy" (oraz Quebonafide)       | - POL: diamentowa płyta | - POL: 100 000+ | Dla fanek euforii |
| 2023 | "Obietnice" (oraz Bartek Królik) |                         |                 | 14                |
| 2023 | "Na inny ląd" (oraz Tribbs)      |                         |                 | MT                |

## Nagrody i nominacje
| Rok  | Konkurs        | Kategoria              | Tytułem           | Rezultat | Źródło |
| ---- | -------------- | ---------------------- | ----------------- | -------- | ------ |
| 2019 | Fryderyki 2019 | Album Roku Elektronika | xxanaxx- Gradient | Wygrana  | [ 5 ]  |